# Llista d'autors valencians de l'edat moderna en llatí
Aquesta és una llista d'autors valencians que escriviren tota o part de la seva obra en llatí a l'edat moderna
| Índex A B C D E F G H I J K L M N O P Q R S T U V W X Y Z |

## A
- Joan Baptista Anyés

## B
- Joan Bardaxí
- Pere Antoni Beuter
- Vicenç Blai Garcia

## C
- Jeroni Campos
- Llorenç Coçar
- Lluís Collado

## D
- Francesc Dassió

## F
- Jaume Joan Falcó
- Frederic Furió i Ceriol

## G
- Joan Àngel Gonzàlez

## L
- Miquel Jeroni Ledesma
- Francesc Lloscos

## M
- Pere Agustí Morlà

## N
- Pere Joan Nunyes

## O
- Pere Joan Oliver

## S
- Joan Salaia
- Andreu Sempere

## T
- Gaspar Torrella

## X
- Pere Ximeno